# 코몬도르

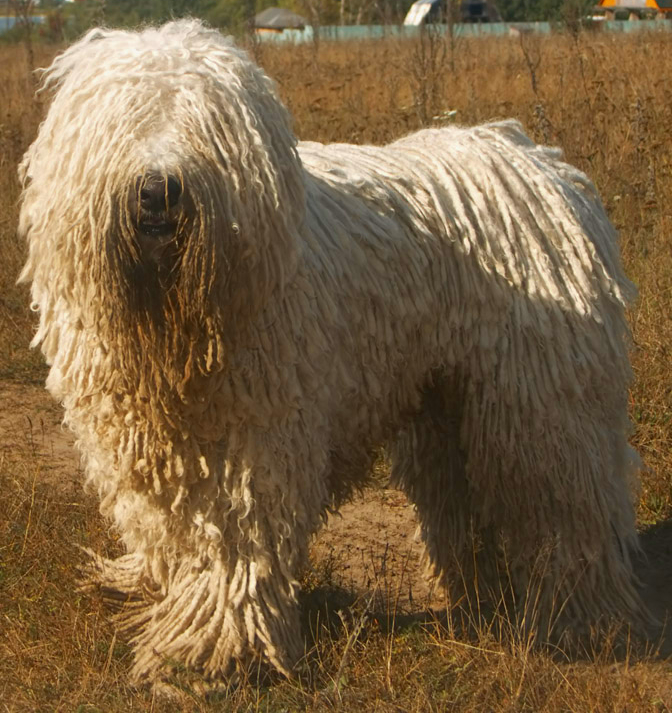
코몬도르.

코몬도르(Komondor, Hungarian sheepdog)는 대형의 흰색의 헝가리아 개의 품종으로, 털은 길고 골져있다.
"대걸레 개"라는 별칭을 지닌 코몬도르는 오랫동안 확고히 자리를 잡은 견종으로서, 가축과 기타 재산을 보호하기 위한 경비견이기도 하다. 코몬도르는 쿠만인에 의해 유럽으로 건너왔으며 가장 오래된 기록은 1544년의 헝가리아어 코덱스에서 발견된다. 코몬도르종은 보존을 위해 헝가리의 국보 가운데 하나로 선언되었다.

## 용어와 역사
코몬도르는 12~13세기에 헝가리에 정착한 노르만 사람, 즉 터키어를 하는 쿠만인에 의해 헝가리로 유입되었다. 코만도르라는 이름은 "쿠만견"(Cuman dog)을 뜻하는 코만-도르(Koman-dor)에서 비롯되었다. 이 종은 티베트견에서 파생되며 조국이 황허강 주변이었던 쿠만인과 함께 아시아에서 왔다.

## 개요
코몬도르는 다수의 키가 30인치 이상에 이를만큼 대형견종의 하나로 인식된다. 몸은 두껍고 골진 털로 덮여있다. 튼튼한 몸과 근육에 긴 다리를 지녔다. 꼬리는 약간 구불구불하다. 코와 입술은 언제나 까맣다.
암컷 코몬도르의 가장 작은 키는 25.5인치(65센티미터)이며 평균 키는 27.5인치(70센티미터)에 달한다. 수컷 코몬도르의 가장 작은 키는 27.5인치(70센티미터)이며 평균 키는 31.5인치(80센티미터)이다. 암컷 코몬도르의 평균 몸무게는 40–50 kg이며 수컷 코몬도르는 평균 50–60 kg이다.

## 이용
이 종은 가축을 보호하는 경비견이다. 선수견으로서 코몬도르는 날렵하고 굳세며 포식자를 뛰어넘어 때려눕힌다. 늑대와 곰으로부터 양을 지키는데 성공적으로 이용할 수 있다. 털은 야생동물, 기후, 초목으로부터 보호해준다.

## 같이 보기
- 풀리 (개)